# 1973 Colocolo
1973 Colocolo је астероид главног астероидног појаса са средњом удаљеношћу од Сунца која износи 3,179 астрономских јединица (АЈ).
Апсолутна магнитуда астероида је 11,6.